# Herbert Wurlitzer
Die Herbert Wurlitzer Manufaktur für Holzblasinstrumente ist eine deutsche Klarinetten-Manufaktur mit Sitz in Neustadt an der Aisch in Bayern. Sie wurde 1959 von Herbert Wurlitzer gegründet, dessen Vater Fritz Wurlitzer (1888 bis 1984) seit 1929 in Erlbach, heute ein Ortsteil von Markneukirchen, eine Manufaktur zur Herstellung von Klarinetten betrieb.

## Produkte

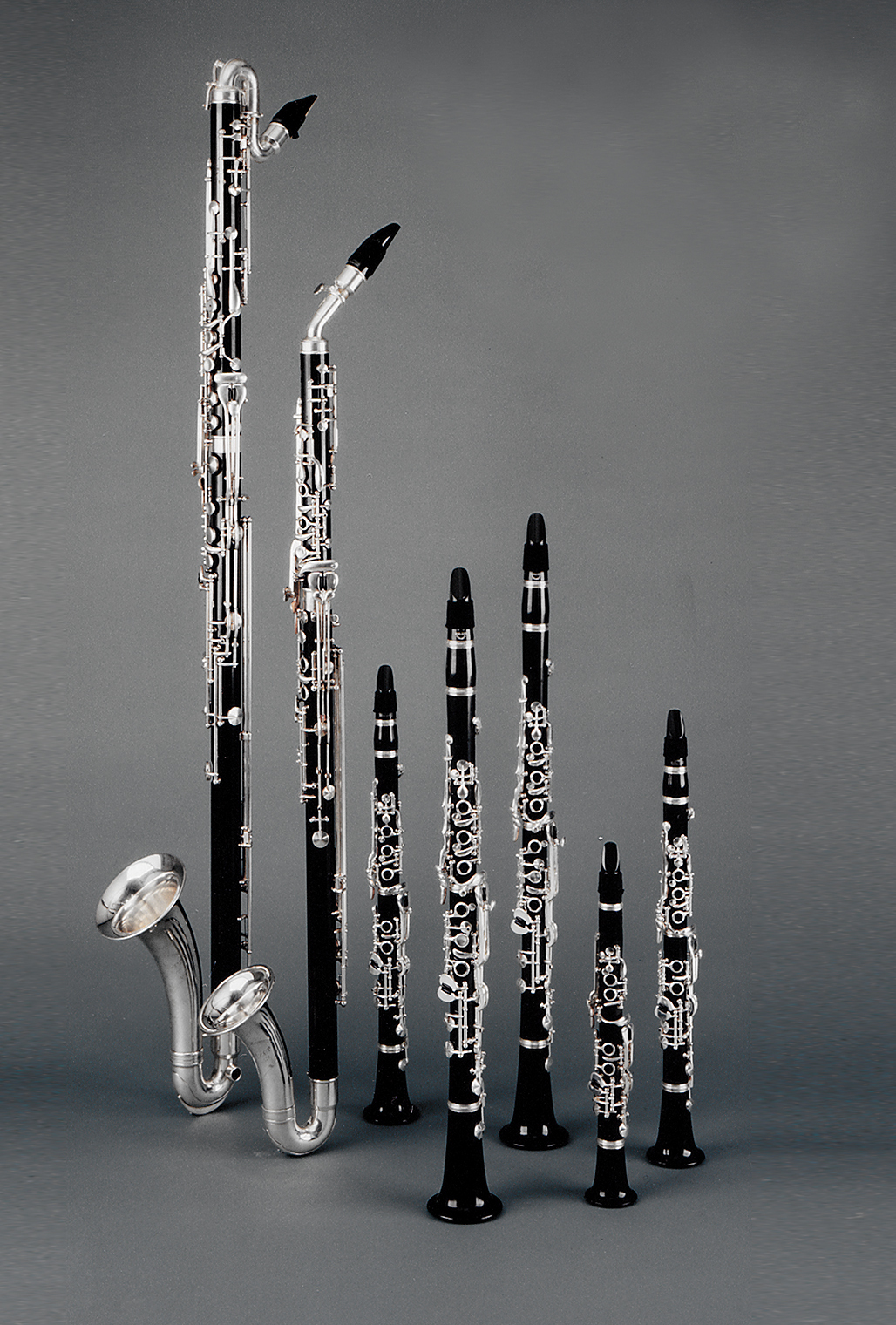
Klarinettenfamilie deutsches System: Bass, Bassetthorn, D, B, A, hoch G, Es und Bassettklarinette in A (auch in B erhältlich); nicht abgebildet: C-Klarinette

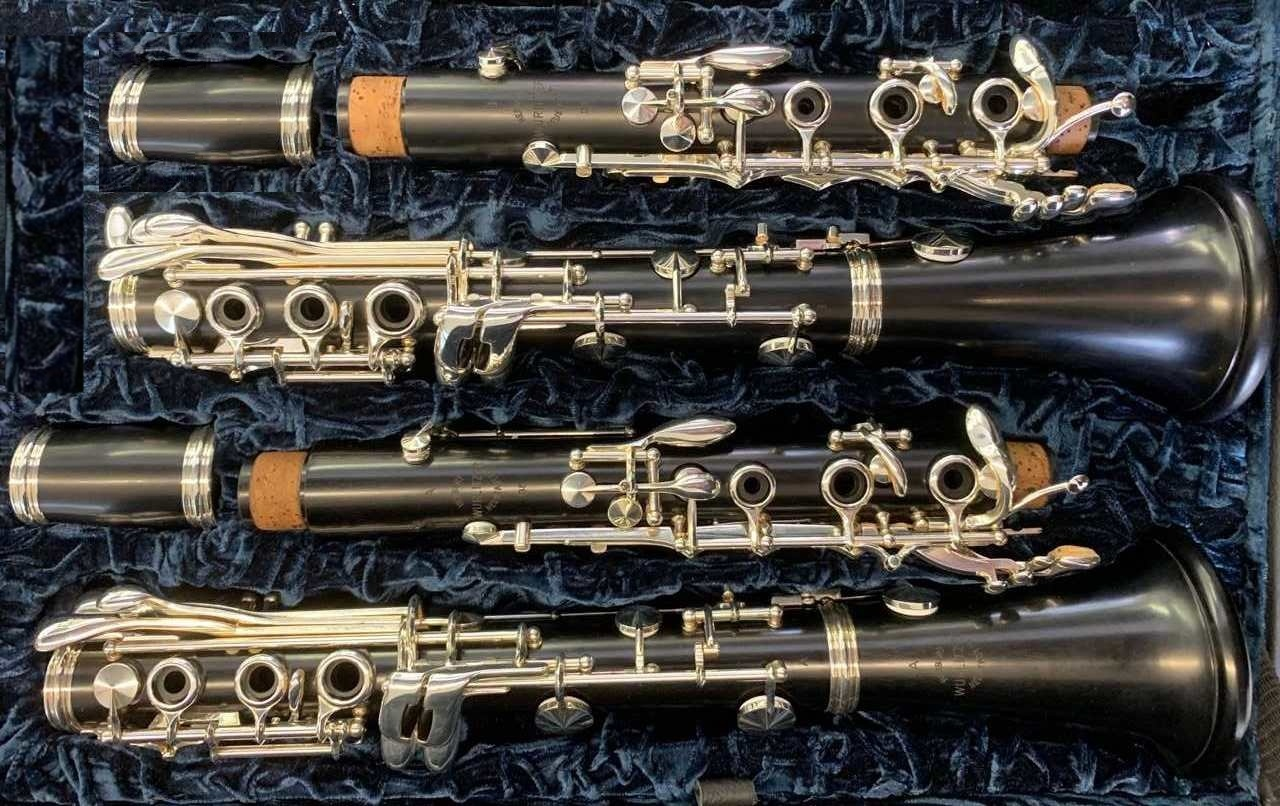
Reform-Böhm-Klarinetten in B und A

Das Unternehmen fertigt Klarinetten mit Deutschem Griffsystem (Oehler-System und Varianten) sowie Klarinetten mit Reform-Böhm-System an, ein Instrument mit „französischer“ Griffweise und dem Klang einer „deutschen“ Klarinette. Durch diesen Klarinettentyp wurden Wurlitzer-Klarinetten auch international bekannt. Wurlitzer stellt die gesamte Klarinetten-Familie in beiden Systemen her, mit Ausnahme der seltenen Kontrabassklarinette und der Kontraaltklarinette. Auf dem Foto rechts fehlen die C-Klarinette und die Altklarinette in Es mit ähnlichem Aussehen wie das Bassetthorn, die bis tief D reichend gebaut wird, so dass sie ein Bassetthorn ersetzen könnte.
Alle Instrumente werden ausschließlich aus Holz angefertigt, hauptsächlich aus Grenadill, auf Bestellung auch aus Cocobolo und Buchsbaum.

## Geschichte
Die weitverzweigte Familie Wurlitzer (verwandtschaftliche Beziehungen bestehen auch zu Rudolph Wurlitzer) ist seit mehreren Generationen im Musikinstrumentenbau tätig. Herbert Wurlitzer, der zunächst Klarinettist im Leipziger Gewandhausorchester war, floh 1959 mit seiner Familie aus der DDR in die Bundesrepublik, wo er in Bubenreuth eine Werkstatt zum Bau von hochwertigen handgefertigten Klarinetten errichtete. Während sein Vater Oehler-Klarinetten, Schmidt-Kolbe-Klarinetten und Reform-Böhm-Klarinetten herstellte, entschied sich Herbert Wurlitzer dafür, auf die Fertigung von Schmidt-Kolbe-Klarinetten zu verzichten. 1964 verlegte er das Unternehmen nach Neustadt an der Aisch.
Herbert Wurlitzer erlangte wegen der hohen Qualität seiner Klarinetten sowie des umfassenden Sortiments Ansehen im In- und Ausland. Hauptexportländer wurden die Niederlande, Spanien, Italien und Japan. In geringerem Umfang gibt es Reform-Boehm-Klarinetten von Wurlitzer auch in den USA.
Herbert Wurlitzer (1921–1989) leitete das Unternehmen von 1959 bis zu seinem Tod zusammen mit seiner Ehefrau Ruth Wurlitzer, die es dann mit angestellten Werstattleitern weiterführte, wobei ihr Schwiegersohn Bernd Wurlitzer als kaufmännischer Leiter und Sohn Frank-Ulrich Wurlitzer als künstlerischer Leiter zur Seite standen. Frank-Ulrich war von 1965 bis 1981 Klarinettist bei den Berliner Philharmonikern und bekleidete anschließend bis 2009 eine Professur für Klarinette an der Hochschule für Musik in Würzburg.
1992 gründete Ruth Wurlitzer eine Niederlassung in Markneukirchen, ihrer alten Heimat, wo zahlreiche Musikinstrumentenbauer ansässig sind, und in der auch die frühere Werkstatt von Fritz Wurlitzer aufging.
Seit dem Tod von Ruth Wurlitzer im September 2014 führen Bernd und Frank-Ulrich Wurlitzer das Unternehmen in den Räumlichkeiten des ehemaligen Wohnhauses der Familie weiter. Die Geschäftsanteile liegen seitdem zu je 50 % bei Frank-Ulrich Wurlitzer und Gudrun Wurlitzer.
Wurlitzer-Klarinetten sind in Deutschland und einigen anderen Ländern in zahlreichen Kulturorchestern vertreten und werden von vielen Künstlern gespielt, darunter Sabine Meyer.